# Pimenteiras do Oeste
Pimenteiras do Oeste este un oraș în Rondônia (RO), Brazilia.